# Луїджі Серрісторі
Луїджі Серрісторі (італ. Luigi Serristori; Флоренція, 1793 — Флоренція, 1857) — представник графської флорентійської родини, італійський економіст і політик Великого герцогства Тосканського.
Був на службі Російської імперії, залишив спогади про перебування на українських землях.

## На царській службі
В грудні 1819 року отримав чин капітана корпусу інженерів шляхів сполучення.
1822 року, вже як топографа, його направили в Грузію. Шлях до Криму пролягав через Харків, Єлисаветград, Миколаїв, Одесу. Після кавказького відрядження працював у штаті генерал-губернатора М. С. Воронцова в Одесі. Займався облаштуванням Карантинної гавані.
Учасник російсько-турецької війни 1828 року, був свідком форсування запорозькими козаками Прута і Дунаю.
Повернувшись з театру воєнних дій на Балканаж, займав посаду консула Тоскани в Одесі. Був одруженим з дочкою перекладача російського посольства в Константинополі Софією Франкіні. Пішов у відставку в чині полковника в 1833 році.